# ستيوارت أندرسون (صاحب مطعم)
ستيوارت أندرسون (بالإنجليزية: Stuart Anderson)‏ هو صاحب مطعم أمريكي، ولد في 27 نوفمبر 1922، وتوفي في 6 يونيو 2016 بسبب سرطان الرئة.